# Toloxis imponderosa
Toloxis imponderosa là một loài Rêu trong họ Meteoriaceae. Loài này được (Taylor) W.R. Buck miêu tả khoa học đầu tiên năm 1994.